# Piedade de Ponte Nova
Piedade de Ponte Nova este un oraș în Minas Gerais (MG), Brazilia.